# Ланграйн
Ланграйн (Artamus) — рід горобцеподібних птахів родини ланграйнових (Artamidae). Містить 11 видів.

## Поширення та проживання
Більшість видів мешкають в Австралії та Новій Гвінеї. Ланграйн пальмовий (Artamus fuscus) має виключно азійський ареал, починаючи від Індії і Шрі-Ланки через Південно-Східну Азію до Китаю. Найбільш поширений вид ланграйн білогрудий (Artamus leucorynchus) проживає від півострова Малайзія до Австралії. На Фіджі живе ендемік ланграйн фіджійський (Artamus mentalis).

## Зовнішність
Вони мають невелике кремезне тіло і крила довгі й загострені.

## Поведінка
Їх здобиччю в основному є комахи. Дуже здібні в польоті.

## Відтворення
Гнізда вільно побудовані з тонких прутів, і обоє батьків виховують молодь.

## Етимологія
грец. αρταμος — «м'ясник». Назва була дана у зв'язку з тим, що їх сприймали подібними до сорокопудів.

## Види
- ланграйн пальмовий (Artamus fuscus)
- ланграйн фіджійський (Artamus mentalis)
- ланграйн білоспинний (Artamus monachus)
- ланграйн великий (Artamus maximus)
- ланграйн білогрудий (Artamus leucorynchus)
- ланграйн меланезійський (Artamus insignis)
- ланграйн масковий (Artamus personatus)
- ланграйн білобровий (Artamus superciliosus)
- ланграйн чорнощокий (Artamus cinereus)
- ланграйн бурий (Artamus cyanopterus)
- ланграйн малий (Artamus minor)